# Black Clover
Black Clover (ブラッククローバー?, Burakku Kurōbā) è un manga scritto e disegnato da Yūki Tabata e pubblicato sulla rivista Weekly Shōnen Jump della Shūeisha dal 16 febbraio 2015 al 21 agosto 2023, dopo che un iniziale one-shot della serie aveva visto la sua pubblicazione nel novembre del 2014. La serie è stata successivamente trasferita sulla rivista Jump Giga a partire dal 25 dicembre 2023.
Il titolo fa riferimento al grimorio usato dal protagonista che riporta sulla copertina un pentafoglio nero. Il 25 aprile 2016 in occasione del Napoli Comicon, Planet Manga ne annuncia la pubblicazione italiana iniziata il 10 novembre 2016.
Un adattamento OAV, prodotto da Xebec, ha avuto il suo primo trailer pubblicato il 27 novembre 2016 ed è stato pubblicato il 2 maggio 2017, mentre una serie televisiva anime prodotta da Pierrot viene trasmessa dal 3 ottobre 2017.

## Trama
In un mondo dove la magia è al centro della vita quotidiana sono nati Asta, un ragazzo completamente privo di ogni abilità magica, e il suo amico Yuno, che al contrario è dotato di grande forza magica legata al vento. I due sono fin da piccoli rivali e hanno deciso di competere per il titolo di Imperatore Magico, la più alta carica magica del loro regno. Yuno ottiene un leggendario grimorio a quattro foglie dello stesso tipo ottenuto dal primo imperatore magico, mentre Asta, nonostante la sua mancanza di magia, ottiene un misterioso grimorio di cinque foglie (che non può essere chiaramente identificato da altri poiché è usurato), che contiene una misteriosa spada in grado di annullare la magia. Successivamente, lui e Yuno si uniscono ai Cavalieri Magici come primo passo per realizzare le loro ambizioni.

## Personaggi
Gli eventi del manga ruotano attorno a tre personaggi principali: Asta, Yuno e Noelle Silva. Il primo entrerà, assieme a Noelle, nella squadra degli emarginati, il Toro Nero, dove sarà addestrato dal loro capitano Yami e farà amicizia con i suoi compagni, tra cui Magna, Finral e Gauche. Yuno entrerà invece nell'Alba Dorata, capitanati da William Vangeance e si unirà nella squadra di Klaus Lunette e Mimosa Vermillion.
Durante la storia si scontreranno con i maghi dei vicini regni di Diamond e di Spade e accanto agli attacchi di questi regni ci saranno quelli dell'organizzazione Occhio magico della notte bianca, che ha l'intento di distruggere il Regno di Clover.

## Terminologia

### Cavalieri Magici
I Cavalieri Magici (魔法騎士団?, Mahō Kishi-dan) sono l'ordine militare del Regno di Clover e il loro comandante è l'Imperatore magico. Il compito dei Cavalieri Magici è proteggere il regno e il sovrano, scegliendo i maghi più promettenti tramite l'Esame d'Ingresso all'Armata dei Cavalieri Magici (魔法騎士団入団試験?, Mahō Kishi-dan Nyūdan Shiken) in cui vengono testate le abilità dei partecipanti in varie prove (che vanno dal volo con la scopa al combattimento). A causa dei doveri dei Cavalieri Magici, che sono incentrati su missioni basate sul combattimento, i membri dell'organizzazione devono possedere una grande quantità di potere magico e devono essere ben addestrati al combattimento.
Pertanto, l'appartenenza e la guida dei Cavalieri Magici sono appiglio dei nobili del Regno di Clover, perché sono coloro che più spesso danno i natali a maghi dotati di poteri e talenti magici elevati. Tuttavia, questo fatto non impedisce ai cittadini comuni di entrare nell'organizzazione. Ogni cavaliere magico ottiene un salario e se si distingue in una missione potrà ricevere una stella di merito che farà salire di grado sia lui che la sua squadra.
Esistono cinque gradi tra i cavalieri magici:
- Imperatore Magico (魔法帝?, Mahōtei): come detto è la carica più elevata e rappresenta il comandante di tutti i cavalieri magici. Ogni cavaliere ha l'opportunità di diventare imperatore magico, dato che l'unico requisito che un cavaliere deve possedere per diventare imperatore è il merito. Per essere riconosciuto come il più forte cavaliere nel regno, un mago deve possedere una lista di meriti o risultati che potrebbero sostenerlo.
- Grande Cavaliere Magico (大魔法騎士?, Dai Mahō Kishi): grado in cui rientrano tutti i comandanti.
- Cavaliere Magico Superiore (上級魔法騎士?, Jōkyū Mahō Kishi)
- Cavaliere Magico Intermedio (中級魔法騎士?, Chūkyū Mahō Kishi)
- Cavaliere Magico Inferiore (下級魔法騎士?, Kakyū Mahō Kishi)

Per gli ultimi tre gradi ci sono cinque classi e per passare al grado successivo è necessario passarle tutte.
I cavalieri magici sono poi raggruppati in nove compagnie: Alba Dorata, i più in vista e ambiti, Aquila Argentata, Leone Cremisi, Pavone di Corallo, Mantide Religiosa Verde, Orca Viola, Cervo Azzurro, Rosa Blu, Toro Nero.

### Grimorio
Il grimorio (魔導書?, Gurimowāru) è il libro su cui sono registrate tutte le magie conosciute dal possessore ed ogni mago ne possiede uno personale. Nel regno di Clover è possibile ottenerlo partecipando alla Cerimonia d'Accettazione del Grimorio, che si tiene una volta l'anno in varie parti del regno e in cui ogni partecipante viene scelto da un grimorio a seconda delle sue abilità magiche e della sua affinità elementale. Per parteciparvi è necessario avere almeno 15 anni. Più il proprietario di un grimorio cresce, più nuovi incantesimi vengono incisi nel libro. Poiché i grimori sono collegati ai loro proprietari, un mago non può usare il grimorio di un altro, e se l'utilizzatore sta morendo, l'oggetto comincia a polverizzarsi fino a scomparire.
L'aspetto del grimorio cambia a seconda del luogo di provenienza, i grimori provenienti dai regni di Clover, Diamond, Heart e Spade hanno rispettivamente un trifoglio, un diamante, un cuore e una picca sulla copertina. I tre petali dei grimori di Clover rappresentano le tre virtù sulle quali si regge il regno: fede, speranza e amore. I grimori con sopra i quadrifogli sono una rarità, e il quarto petalo rappresenta la fortuna. Esistono poi particolari grimori con cinque foglie, dove il quinto petalo rappresenta un demone. I grimori di questo tipo sono conosciuti come Grimori della disperazione (絶望の魔導書?, Zetsubō no Gurimowāru), e hanno la particolarità di essere ex grimori di quadrifogli corrotti dalla profonda disperazione e dall'odio dei loro proprietari, e sono collegati ai demoni, che li usano per manifestare i loro veri poteri.

### Ki
Il ki (氣?, Ki) è l'energia corporale che ogni persona emette svolgendo le azioni più semplici, come guardare o muovere i propri muscoli. Esso è legato al fisico dell'individuo e non alla sua abilità magica. Per esempio se si è in grado di percepirlo è possibile prevedere le mosse dell'avversario. Sfrutta tutti e cinque i sensi. Yami è molto abile nella sua lettura e lo insegnerà anche ad Asta in modo che possa sopperire alla sua incapacità di leggere la forza magica.

### Magia
La magia (魔法?, Mahō) è la capacità di manipolare il mana sotto forma di incantesimi. La magia è alimentata dal mana nei corpi degli esseri viventi. Questa energia è naturalmente esistente e fluisce nell'ambiente e all'interno di tutti. A causa di questo, è risaputo che tutti sono in grado di usare la magia in una certa misura.
Allo stesso tempo, le persone che non possiedono mana e non sono in grado di usare la magia, sono un evento completamente raro. Esistono diverse forme di magie:
- Anti-Magia (アンチ  魔法?, Anchi Mahō) è una forma di magia che è in grado di annullare altre forme di magia. Deriva da Liebe, il demone che risiede nel grimorio di Asta. Per sfruttarlo al massimo delle sue potenzialità, sono necessari strumenti specifici, che sono conservati nei grimori. Poiché l'Anti-Magia si oppone naturalmente a qualsiasi mana e magia, solo qualcuno senza alcun potere magico può esercitarla.
- Magia di creazione (創 成 魔法?, Sōsei Mahō) è una forma di magia che consente agli utilizzatori di creare varie entità, da esseri viventi a oggetti inanimati, sfruttando le proprie affinità elementali. Gli incantesimi di questa magia richiedono un grimorio per essere attivate. Le creazioni sono composte di mana, per tanto spariscono se l'utilizzatore è privo di forze.
- Magia di composizione (複合 魔法?, Fukugō Mahō) è la combinazione di più incantesimi per creare un singolo incantesimo più potente.
- Magia di guarigione (回復 魔法?, Kaifuku Mahō) è una forma di magia che consente all'utilizzatore di curare se stesso o gli altri. L'intero potenziale della magia curativa è sconosciuto, ma è stato dimostrato che un incantesimo di guarigione ad alto livello è in grado di guarire ferite critiche, come una ferita da arma da taglio. Inoltre la magia curativa può essere incorporata con vari attributi e sfruttare le loro proprietà uniche.
- Magia di maledizione (呪 詛 魔法?, Juso Mahō) è una forma di magia che consente di aggiungere effetti permanenti agli incantesimi. Come per le altre magie, per essere sfruttata al massimo delle sue potenzialità, sono necessari incantesimi specifici che sono memorizzati nei grimori.
- Magia di rinforzo (強化 魔法?, Kyoka Mahō) è una forma di magia che consente agli utilizzatori di aumentare le loro capacità fisiche, come la forza, la resistenza e la velocità, usando il mana. Una particolare magia, chiamata Mana Skin (マナスキン?, Mana Sukin) consente di usare il mana per creare un rivestimento che protegge il corpo. Ambienti con forti e selvagge concentrazioni di mana, come le Grandi Zone Magiche e i dungeon, rendono difficile mantenere tale tecnica, poiché il rivestimento deve adattarsi costantemente al mana mutevole.
- Magia di sigillo (魔法 拘束 魔法?, Kōsoku Mahō) è una forma di magia che consente agli utilizzatori di immobilizzare le altre persone. Può essere incorporata con vari attributi in base alle affinità elementali degli utilizzatori. I tipi e le forme di restrizione che gli utilizzatori potrebbero manifestare variano da corde che potrebbero legare l'obiettivo, a uno spazio chiuso in cui si può imprigionarlo.
- Magia degli spiriti (精霊魔法?, Seirei Mahō) è una forma di magia molto rara che permette di evocare degli spiriti particolarmente potenti per incrementare il proprio potere magico. Gli spiriti crescono insieme ai propri padroni, nonostante non sia chiaro quale sia il loro limite di crescita. Sono conosciute le magie di Salamandra, legata al fuoco e inizialmente posseduta da Fana, di Sylph, legata al vento e posseduta da Yuno, e di Undine, legata all'acqua e che da generazioni serve le regine del regno di Heart.
- Magia delle trappole (罠魔法?, Wana Mahō) è una forma di magia che consente agli utilizzatori di creare e impostare delle trappole magiche. Le trappole possono essere impostate per avere una varietà di effetti diversi, reagendo al contatto diretto. Tre tipi di base sono trappole vincolanti, trappole e mine antiuomo.
- Magia proibita (禁 術 魔法 ?, Kinjutsu Mahō) è una forma di magia che prende potere dagli inferi. Gli incantesimi di questo tipo di magia sono più potenti delle loro controparti normali e ignorano i limiti della magia normale. Tale magia può anche alterare permanentemente le anime e la magia di utilizzatori e vittime.
- Magia Suprema (究極魔法?, Kyūkyoku Mahō) è una forma di magia posseduta dalla tribù degli elfi che incarna tutta la magia del suo utilizzatore per creare un incantesimo unico e potente, in grado di combattere diavoli di medio e alto rango. La grande quantità di magia richiesta per questa tecnica la limita solo ai più potenti degli elfi. Tuttavia, gli umani che hanno imparato il Mana Method, possono prendere in prestito la magia dal mana naturale per ottenerla artificialmente.

### Mana
Il mana (魔?) una forma di energia che esiste in natura e negli esseri viventi; grazie ad essa si può usare la magia. Ogni persona ha il proprio mana affine ad un solo elemento (acqua, terra, fuoco e vento) o ai suoi derivati (ad esempio, ghiaccio per l'acqua o fulmine per il vento); per cui potrà utilizzare solamente magie di quel tipo. Tuttavia, in alcune occasioni un mago può essere potenziato artificialmente per possedere più di un'affinità elementale. Anche un ibrido fra due razze diverse può possedere due affinità elementali diverse. I maghi posseduti dai demoni sono in grado di utilizzare sia la loro affinità elementale che quella dei loro demoni, in quanto condividono i loro corpi con i loro demoni. In natura, la densità del mana può essere diversa da un luogo all'altro. La quantità di mana che un mago possiede in sé ha un enorme significato, perché la sua forza viene misurata attraverso di essa. Quando un mago possiede una quantità elevata di mana, qualsiasi compito che implichi l'uso della magia diventa più facile. Inoltre, i maghi con un'alta quantità di mana hanno una maggiore possibilità di accedere a magie di alto livello, rispetto ai maghi con una bassa quantità di mana.
Il controllo del mana è il secondo parametro che viene utilizzato per misurare la forza di un mago, infatti anche se un mago possiede una quantità elevata di mana, sarebbe comunque considerato debole se non ha il controllo su di esso. Il mana presente in natura inoltre, può essere incanalato in determinati incantesimi allo scopo di aumentarne la potenza e la portata. Tale tecnica prende il nome di Mana Zone (マナゾーン?, Manazōn). Nel regno di Heart le abilità magiche sono classificate in dieci livelli, con il livello zero in alto e il livello nove in fondo. I maghi con magia e abilità che sfidano le normali convenzioni sono considerati di Livello Arcano (冥域?, Meiiki), e pertanto sono efficaci nel combattere e sconfiggere i diavoli. Inoltre, gli utilizzatori della magia degli spiriti con incantesimi offensivi sono in grado di raggiungere il Livello Sacro (聖域?, Seiiki), che purifica la malizia e distrugge i diavoli. 
I maghi del Regno di Heart hanno sviluppato una tecnica magica chiamata Mana Method (マナメソッド?, Mana Mesoddo) che consiste nell'uso di particolari rune per incanalare il mana naturale nei propri incantesimi, aumentandone la potenza e la portata. Poiché utilizza il mana naturale, la tecnica è limitata agli attributi magici che si possono trovare in natura, come i quattro elementi principali e gli elementi origine vegetale. 
Il mana degli inferi si chiama mana negativo (負の魔?, fu no mana) a causa della sua sinistra qualità. Questo mana aumenta il potere e le capacità della magia, ma comporta il rischio di corrompere i corpi, le anime e la magia sia degli utilizzatori che delle vittime.

### Weg
Il Weg (轍ヴィーグ?, Vigu) sono un paio di corna nere che appaiono sugli umani che usano la magia o il potere dei demoni. Sono considerati una maledizione poiché indicano una perdita nell'umanità
Un mago che riceve potere da un demone manifesterà i corni solo mentre usa attivamente una parte significativa del potere del diavolo. I maghi posseduti dai demoni, come la Triade Oscura, manifestano corna che ricordano le corna dei loro diavoli, mentre i Discepoli Oscuri, che ricevono potere indirettamente dai demoni, manifestano corna più semplici. Le corna si dissipano non appena il mago smette di attingere il potere del demone.
L'uso eccessivo di magie proibite provoca corna permanenti.

## Geografia
Il mondo di Black Clover è suddiviso in vari regni e nazioni, di cui se ne conoscono almeno quattro, i cui nomi sono ispirati ai semi delle carte francesi: il Regno di Clover, ampiamente esplorato durante la saga, il Regno di Diamond, il Regno di Spade e il Regno di Heart. A parte questi, ci sono altri paesi, come Terra del Sol Levante e la Foresta delle Streghe, considerata una nazione a sé stante per la ritrosia delle abitanti.

## Media

### Manga
La pubblicazione di Black Clover, scritto e disegnato da Yūki Tabata, inizia sul numero 12 del 2015 di Weekly Shōnen Jump e ha terminato la sua pubblicazione su Weekly Shōnen Jump il 21 agosto 2023, venendo trasferita sulla rivista Jump Giga a partire dal numero invernale dello stesso anno. Il manga conta ad oggi trentasei volumi, i cui capitoli sono denominati "Page". In Italia la serie è stata annunciata durante il Napoli Comicon 2016 da Panini Comics, che la pubblica sotto l'etichetta Planet Manga a partire dal 10 novembre 2016. È stata distribuita una stampa in edizione limitata raffigurante i protagonisti Asta e Yuno con i ringraziamenti dell'autore, data in omaggio con l'acquisto del primo volume. La traduzione dei testi è curata da Ernesto Cellie e Chieko Toba, mentre il lettering è realizzato da Barbara Stavel.

### Anime
Un OAV di un unico episodio, realizzato dallo studio Xebec, è stato pubblicato il 2 maggio 2017 con l'undicesimo volume del manga. In seguito è stato annunciato l'adattamento a serie televisiva anime realizzato da Pierrot, che è stato trasmesso dal 3 ottobre 2017 al 30 marzo 2021 per un totale di 170 episodi suddividi in quattro stagioni più uno speciale mostrato al Jump Fest 2018. La quinta stagione è stata annunciata nel luglio 2025 al panel di Crunchyroll durante l'Anime Expo.
Nel corso della trasmissione si sono susseguite diverse sigle. Gli episodi che vanno dal numero 1 al 13 presentano i brani Haruka mirai di Kankaku Piero (apertura) e Aoi honō di Itowokashi (chiusura). Dal numero 14 al 27 invece sono stati utilizzati PAiNT it BLACK di BiSH (apertura) e Amazing Dreams di SWANKY DANK (chiusura). Gli episodi che vanno dal 28 al 39 hanno come sigle Black Rover di Vickeblanka (apertura) e Black to the dreamlight di EMPiRE (chiusura). Dall'episodio 40 al 51 sono stati adoperati i brani Guess Who Is Back di Koda Kumi (apertura) e Four di Faky (chiusura). Gli episodi 52-64 presentano le canzoni Gamushara (apertura) e Tenjou tenge (chiusura), entrambe cantate da Miyuna. I successivi episodi, quelli che vanno dal 65 al 76, invece fanno uso dei brani Rakugaki Page di Kankaku Piero (apertura) e My Song My Days dei Solidemo e i Sakura men (chiusura). Dal numero 77 al 94 sono stati utilizzati JUSTadICE di Seiko Ōmori (apertura) e Hana ga saku michi di The Charm Park (chiusura) invece dal 95 al 102 Sky & Blue di Girlfriend (apertura) e Against All Gods di M-Flo (chiusura). Dall'episodio 103 al 115 sono presenti RiGHT NOW di EMPiRE (apertura) e Jinsei wa senjō da di Kalen Anzai (chiusura). Altro cambio avviene dal 116 al 128, dove compaiono Black Catcher di Vickeblanka (apertura) e New Page di INTERSECTION (chiusura), e dal 129 al 140, Stories di Snow Man (apertura) e Answer di KAF (chiusura). Per gli episodi 141-157 si possono udire Everlasting Shine di Tomorrow X Together (apertura) e A Walk di Gakuto Kajiwara (chiusura). L'ultima coppia di brani, utilizzata per gli episodi 141-157, è Grandeur di Snow Man (apertura) e Beautiful di Treasure (chiusura).
Ad eccezione dell'OAV che precede la serie, l'intero anime è disponibile su Crunchyroll, incluso l'OAV del Jump Festa 2018.
Uno spin-off di corti, intitolato Squishy! Black Clover, è stato trasmesso su dTV dal 1° luglio al 19 agosto 2019, ed è stato rilasciato internazionalmente da Crunchyroll il 31 dicembre 2019.

### Film
Il 28 marzo 2021 è stato annunciato che è in corso di produzione un film animato. Successivamente è stato rivelato il titolo, Black Clover: la spada dell'imperatore magico (ブラッククローバー魔法帝の剣?, Burakku Kurōbā: Mahо̄ mikado no ken). La pellicola animata è diretta da Ayataka Tanemura, sceneggiata da Johnny Otoda e Ai Orii, vede il character design di Itsuko Takeda e la colonna sonora di Minako Seki. Il film, la cui uscita era originariamente prevista contemporaneamente nei cinema giapponesi e su Netflix il 31 marzo 2023, è stata posticipata al 16 giugno successivo a causa della pandemia di COVID-19 che ha rallentato la produzione. I Treasure cantano il brano Here I Stand. Il film è stato distribuito sempre su Netflix anche con il doppiaggio italiano.

### Videogiochi
Al Jump Festa 2017 è stato annunciato il videogioco Black Clover: Quartet Knights uscito nel settembre 2018 per PlayStation 4, Xbox One e PC. In Giappone è stato pubblicato il 13 settembre 2018, mentre in occidente il 14 settembre 2018.
Inoltre è stato annunciato per il cellulare il gioco Black Clover: Dream Knights.
Il personaggio di Asta compare anche nel videogioco Jump Force.

## Accoglienza
Il volume 1 ha raggiunto il 23º posto nei grafici manga Oricon settimanali, con 38.128 copie vendute; il volume 5 il 15º posto con 108.503 copie e il volume 6 l'undicesimo posto con 118.783 copie. A partire da febbraio 2018, il manga ha 5,5 milioni di copie in stampa. A partire da gennaio 2019, il manga ha 7 milioni di copie in stampa. Ad ottobre 2019 è arrivato a 9 milioni di copie. Ad agosto 2020 raggiunge quota 10 milioni di copie, e oltre 11 milioni di copie in circolazione a novembre 2020  A maggio 2021, il manga ha oltre 15 milioni di copie in circolazione  e oltre 16 a giugno.
A giugno 2023 il manga raggiunge le 20 milioni di copie in stampa 